# قرحتا (ریف دمشق)
قرحتا (به عربی: قرحتا) یک روستا در سوریه است که در منطقه دوما واقع شده‌است.
 قرحتا  ۱٬۹۵۱ نفر جمعیت دارد.